# Сенке прошлости
Сенке прошлости (хрв. Sjene prošlosti) хрватска је теленовела која се од 2. септембра 2024. године емитује на телевизији RTL. Представља римејк турске серије Мала убиства.
У Србији се од 7. новембра 2024. емитује на стриминг услузи Voyo.

## Радња
Марта, Паула, Ана и Олга четири су пријатељице које живе живот класичних средњошколки, али када Марта одлучи да је дошло време да свргну Олгу с трона популарности, припрема јој окрутну подвалу и њихово се пријатељство распада заувек мењајући Олгин живот. 
Двадесет година касније, Олга се враћа у њихове животе и путеви четири бивше пријатељице поновно се испреплићу. Иако Олга жели наставити нормалним животом, суочена са старим (не)пријатељицама, у њој се буди жеља за осветом која ће покренути лавину разних, врло неочекиваних догађаја, па чак и убиства.

## Улоге
| Глумац                 | Улога               |
| ---------------------- | ------------------- |
| Марина Фернандез       | Олга Видовић        |
| Јелена Перчин          | Марта Новак         |
| Ана Марас Хармандер    | Ана Коларић         |
| Дајана Чуљак           | Паула Лончар        |
| Јасмин Мекић           | Шимун Новак         |
| Јанко Ракош            | Мате Коларић        |
| Матија Качан           | Томо Лончар         |
| Арија Ризвић           | Бланка Кос          |
| Ђорђе Кукуљица         | Едуард „Едо” Барић  |
| Андреј Дојкић          | Круно Римац         |
| Тена Немет Бранков     | Дарија Вукоја       |
| Петра Дуганџић         | Ема Дундов          |
| Нада Гачешић Ливаковић | Сања Бужан          |
| Моника Михајловић      | Даворка Ружић       |
| Горан Врбанић          | Борис Будак         |
| Зијад Грачић           | директор Видука     |
| Јасна Одорчић          | Луција „Луце” Михаљ |
| Славко Јурага          | господин Ерцеговић  |
| Алан Катић             | Роберт Јурић        |
| Нина Добрановић        | млада Олга          |
| Карла Бура             | млада Марта         |
| Лана Кнафељ            | млада Ана           |
| Дора Брозовић          | млада Паула         |
| Дамиан Хумски          | млади Шимун         |
| Ивано Черп             | млади Томо          |
| Марла Ибрахимпашић     | Мила Новак          |
| Лили Антић             | Ника Коларић        |
| Андрија Баловић        | Борна Коларић       |
| Езра Мошет             | Ноа Лончар          |

## Занимљивости
Друга главна улога за Марину Фернандез у хрватској теленовели телевизије РТЛ. Њен партнер и у овој серији зове се Шимун, идентично као у теленовели Ружа вјетрова.
Серија је окарактерисана да поседује елементе трилера због чега се разликује од већине хрватских теленовела и сапуница.
Сценариста Марјан Алчевски који је радио на криминалистичким драмским хрватским серијама Успех и Ћутање први пут се опробао у писању теленовеле.
Ово је друга теленовела РТЛ телевизије за коју сценарио као главни писци пишу Александар Кристек и Озрен Марод, након што су били главни писци од 80. епизоде серије Сан снова.
Повратак Љубе Ласића на РТЛ након седамнаест година где је радио као креативни продуцент и редитељ на најдуговечнијој хрватској серији Забрањена љубав пре седамнаест година. За исту серију сценарио је писао и Кристек. Режирао је и епизоду српске теленовеле Југословенка.
Словеначка редитељка Рахела Јагрић Пирс једна је од ретких жена која је режирала хрватске теленовеле. Она је раније режирала словеначке сапунице Скривено у рају, Најини мостови те била супервизорка сценарија на сапуници Река љубави. Занимљиво је да су све емитоване на ПОП ТВ, чији су власници исти као и РТЛ телевизије у Хрватској.